# Campanya de les fronteres
La campanya de les fronteres és el nom popular de la Campanya de Resistència o Operació Harvest, una operació de guerrilla de l'Exèrcit Republicà Irlandès (IRA) contra objectius d'Irlanda del Nord desenvolupada entre el desembre de 1956 i el febrer de 1962. Els objectius van ser instal·lacions militars, comunicacions i edificis públics, amb la intenció de paralitzar el nord de l'illa i avançar en l'objectiu de posar fi al domini britànic i unificar Irlanda. Va suposar la mort de vuit membres de l'IRA, dos membres de l'organització republicana Saor Uladh, dos civils i sis membres de la Royal Ulster Constabulary (RUC). La campanya va ser considerada un fracàs.

## Context
La campanya va ser la primera operació militar d'importància realitzada per l'IRA des dels anys quaranta, quan les dures mesures de seguretat dels governs de la República d'Irlanda i d'Irlanda del Nord l'havien debilitat greument. El 1939, l'IRA va intentar una campanya de d'atemptats amb bomba a Anglaterra per intentar forçar la retirada britànica d'Irlanda del Nord. Del 1942 al 1944 també va realitzar una campanya ineficaç a Irlanda del Nord. L'internament, a banda i banda de la frontera, així com les disputes internes i les disputes polítiques, van destruir l'organització. Aquestes campanyes van ser cancel·lades oficialment el 10 de març de 1945. El 1947, l'IRA tenia només 200 activistes, segons el seu propi estat major general.
En principi, l'IRA volia enderrocar els dos estats "particionistes" de l'illa, tant Irlanda del Nord com l'Estat Lliure Irlandès, ambdós considerats entitats il·legítimes imposades per la Gran Bretanya en el moment del Tractat Angloirlandès de 1922. Tanmateix, el 1948 la Convenció General de l'Exèrcit (GAC) de l'IRA va emetre l'ordre general núm. 8, que prohibia "qualsevol acció armada" contra les forces de la recentment proclamada República d'Irlanda, que equivalia a un reconeixement de facto de l'estat. Segons la nova política, els voluntaris de l'IRA que fossin enxapats amb armes a la República d'Irlanda, van rebre l'ordre de deposar o destruir les armes, sense emprendre accions defensives.
A partir d'aleshores, l'acció armada es va centrar a Irlanda del Nord, territori que formava part del Regne Unit i estava dominat per unionistes protestants. La idea d'una campanya llançada des de la República contra Irlanda del Nord, discutida per primera vegada per Tom Barry a la dècada de 1930, va guanyar guanyar adeptes dins dels cercles de l'IRA durant els anys 50 van continuar. El 1954, després d'un atac armat a la caserna de Gough, a Armagh, durant un acte de commemoració del revolucionàri Theobald Wolfe Tone, un orador va reiterar que la política de l'IRA estava dirigida únicament contra les forces britàniques a Irlanda del Nord.
El Cap de l'Estat Major de l'IRA, Tony Magan, es va proposar crear "un nou exèrcit, sense la taca dels desacords i els escàndols de la dècada anterior", segons J. Bowyer Bell. Un dels seus assessors era un major general britànic retirat, Eric Dorman-Smith. L'IRA era oficialment "apolític", existint només per enderrocar les "institucions polítiques imposades pels britànics" a Irlanda. Tanmateix, Magan va creure que era necessari un cert grau de mobilització política i es va millorar la relació amb el Sinn Féin, que s'havia deteriorat durant els anys 30. A la Convenció de l'IRA de 1949, es va ordenar als seus membres que s'unissin al Sinn Féin, que es convertiria parcialment en la seva "ala civil".

## Rearmament
A mitjan aquesta dècada, a més, l'IRA s'havia armat substancialment. Això es va aconseguir mitjançant incursions armades llançades entre 1951 i 1954 a les bases militars britàniques a Irlanda del Nord i Anglaterra. Es van aconseguir armes de Derry, Omagh, Essex, Berkshire i Armagh. En aquesta última incursió a la caserna de Gough, a Armagh, el juny de 1954, l'IRA es va apoderar de 250 rifles Lee-Enfield, 37 subfusells, 9 metralladores lleugeres Bren i 40 rifles d'entrenament. El 25 de juliol de 1953, es va produir una incursió armada de l'IRA a l'armeria del cos de formació d'oficials a Felsted, una escola privada d'Essex. En aquesta incursió, l'IRA va aconseguir més de 108 rifles, 10 Bren i vuit pistoles Sten, dos morters i bombes de morter fictícies. La policia es va apoderar de la furgoneta que portava les armes robades poques hores després.
El 1955 es produïen escissions a l'IRA, ja que diversos grups, impacients per l'acció, van llançar els seus propis atacs a Irlanda del Nord. Un d'aquests activistes, Brendan O'Boyle, va morir amb la seva pròpia bomba l'estiu d'aquell any. Un altre, Liam Kelly va fundar un grup separatista Saor Uladh ("Ulster Lliure") i el novembre de 1955 va atacar una caserna de la RUC a Roslea, al comtat de Fermanagh. Un oficial de la RUC va resultar greument ferit i un combatent republicà va morir en l'incident. L'agost de l'any següent, Kelly i un altre dissident de l'IRA, Joe Christle, van cremar instal·lacions duaneres a la frontera.
El novembre de 1956, l'IRA finalment va iniciar la seva pròpia campanya de les fronteres. En part, hi havia el desig d'evitar més escissions en la seva organització. També els van animar els resultats de les eleccions generals del Regne Unit de 1955, quan els candidats del Sinn Féin (des de 1949, dominat en gran part pels membres de l'IRA) van ser elegits diputats per a les circumscripcions de Mid-Ulster i Fermanagh i South Tyrone a Irlanda del Nord, amb un total de 152.310 vots. Això semblava demostrar que hi havia una important base de suport republicana al nord de l'illa.

## Preparació de la campanya
El pla per a la campanya, amb el nom en clau d'"Operació Hardvest", va ser ideat per Seán Cronin. Preveia l'ús d'unitats guerrilleres mòbils o volants (inicialment, quatre unitats d'uns 50 homes cadascuna), que havien d'operar des de la República d'Irlanda i fer incursions per atacar objectius militars i d'infraestructures a Irlanda del Nord. A més, altres vint organitzadors van ser enviats a diverses ubicacions d'Irlanda del Nord per formar noves unitats, reunir informació i informar a la direcció de Dublín. Un document de l'IRA, probablement confiscat a Dublín en una incursió al pis de Cronin, el 8 de gener de 1957, afirmava que l'objectiu de la campanya era: "trencar l'administració enemiga a la zona ocupada fins que es vegi obligada a retirar les seves forces. El nostre mètode per fer-ho és la guerra de guerrilles a la zona ocupada, i la propaganda dirigida als seus habitants. En la mesura que anem augmentant les nostres forces, esperem estar en condicions d'alliberar grans zones i afegir-les a d'altres zones alliberades, és a dir, zones on la legalitat de l'enemic ja no és vigent ".
No s'havia de dur a terme cap acció a Belfast, la capital i la ciutat més gran d'Irlanda del Nord. Es va excloure perquè Paddy Doyle, el comandant operatiu de Belfast i membre del Consell de l'Exèrcit, va ser detingut i la unitat va ser desorganitzada, tot i que Hanley i Millar atribueixen la no participació de l'IRA de Belfast als temors que els informadors tinguessin accés als plans de l'IRA. També hi havia la voluntat de no provocar represàlies dels lleialistes contra la població catòlica irlandesa, fet que havia passat el període 1920–1922, durant i després de la Guerra d'Independència d'Irlanda.

## La campanya

### 1956
A primera hora del 12 de desembre es va iniciar l'ofensiva, amb atacs simultanis de prop de 150 membres de l'IRA contra objectius a la frontera. Es va fer esclatar un transmissor de la BBC a Derry, es va cremar un jutjat a Magherafelt (acció realitzada per una unitat dirigida pel jove Seamus Costello), d'igual manera que una seu de la Ulster Special Constabulary (els B-Specials) a prop de Newry, i es va fer esclatar amb explosius una caserna de l'Exèrcit que estava a mig construir a Enniskillen. També es va produir una incursió fallida a la caserna de Gough, a Armagh, rebutjada després d'un breu intercanvi de trets.
L'IRA va emetre un comunicat anunciant l'inici de la campanya, "Encapçalat pels combatents per la llibertat d'Irlanda, el nostre poble ha portat la lluita a l'enemic... D'aquesta lluita d'alliberament nacional en sorgirà una nova Irlanda, íntegra i lliure. En aquesta nova Irlanda, construirem un país adequat per a que hi visqui tot el nostre poble. Aquest és el nostre objectiu: una República d'Irlanda independent, unida i democràtica. Per això lluitarem fins que l'invasor sigui expulsat de la nostra terra i la victòria sigui nostra". Malgrat la condemna formal de l'IRA per part de la jerarquia catòlica romana, moltes unitats van rebre l'absolució abans d'iniciar a l'operació. El 14 de desembre, una columna de l'IRA dirigida per Seán Garland va detonar quatre bombes (una de les quals va esclatar a la paret frontal) a l'exterior de lla caserna de la RUC a Lisnaskea. El mateix dia es van rebutjar altres atacs a les casernes Rerr de Derrylin i Roslea. El 21 de desembre, en resposta a la declaració, el govern d'Irlanda del Nord de Basil Brooke va utilitzar la Special Powers Act per internar centenars de sospitosos republicans sense judici. Més de 100 homes van ser detinguts el 12 de gener de 1957. Amb el temps, això va limitar greument la capacitat de l'IRA per activar unitats a Irlanda del Nord. El vespre del 30 de desembre, la columna Teeling, de Noel Kavanagh, va atacar de nou la caserna de la RUC a Derrylin, i va matar el soldat John Scally, la primera mort de la campanya. Dos destacats membres de l'IRA, Charlie Murphy i Ruairí Ó Brádaigh, van participar en aquest atac.

### 1957

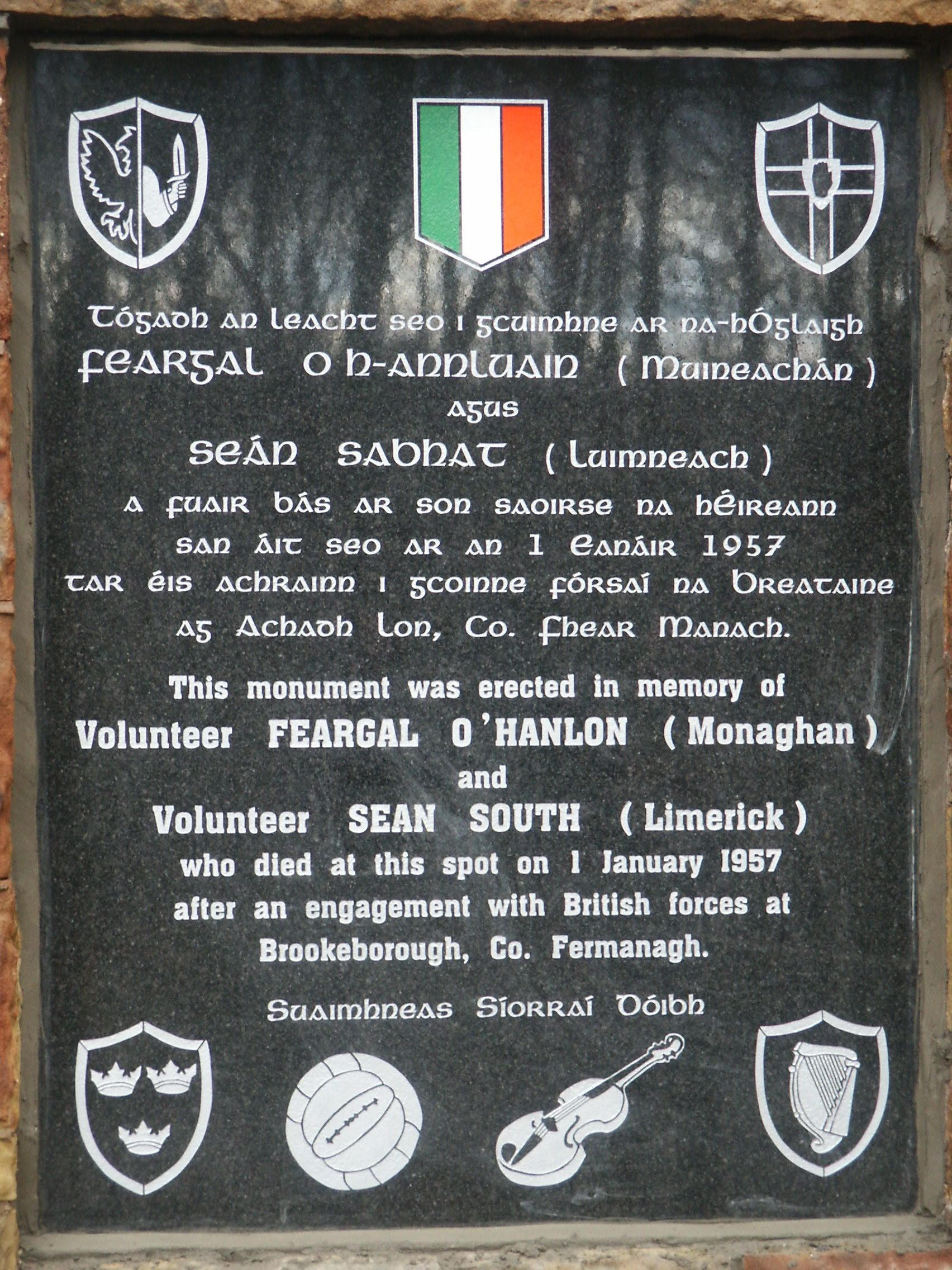
Una placa recorda els dos membres de l'IRA morts en una acció a Brookeborough, al comtat de Fermanagh, l'1 de gener de 1957.

L'any 1957 va ser el més actiu de la campanya de l'IRA, amb 341 incidents registrats. L'atac més dramàtic va tenir lloc l'1 de gener: 14 voluntaris de l'IRA, inclosos Séan Garland, Alan O Brien i Dáithí Ó Conaill, van planejar un atac contra una caserna conjunta de la RUC i els B-Specials a Brookeborough, al comtat de Fermanagh però van atacar un edifici equivocat. Durant l'atac, diversos voluntaris van resultar ferits, incloent Séan Garland. Fergal O'Hanlon i Seán South van morir a causa de les ferides mentre fugien. La resta del grup va ser perseguit a través de la frontera per 400 soldats britànics, B-Specials i la RUC. Els funerals de South i O'Hanlon a la República, als que van assistir 50.000 persones, van ser viscuts enmig d'una gran commoció, i encara svui són considerats màrtirs en el republicanisme irlandès.
Poc després, el govern de la República, dirigit per John Costello, del Fine Gael, temia que l'acció de l'IRA l'arrossegés a un enfrontament diplomàtic amb la Gran Bretanya. Va utilitzar la Llei d'ofenses contra l'estat per a detenir una gran part de la direcció de l'IRA, inclòs el seu Cap de l'Estat Major, Seán Cronin. El partit Clann na Poblachta, que dirigia l'antic cap d'Estat Major de l'IRA Seán MacBride, va retirar el seu suport al govern en protesta per aquesta política. A les següents eleccions generals irlandeses, el 1957, el Sinn Féin va obtenir quatre escons i va obtenir 65.640 vots (c. 5% dels vots), mentre que el vot de Clann na Poblachta va caure bruscament. Tanmateix, Clann na Poblachta era molt feble en els districtes electorals on el Sinn Féin presentava candidats.
El nou govern, del Fianna Fáil, liderat per Éamon de Valera, es va mostrar encara més hostil a l'IRA que el seu predecessor. El juliol de 1957, després de l'assassinat d'un membre de la RUC, de Valera va introduir l'internament sense judici per als sospitosos de l'IRA. L'ús de l'internament a banda i banda de la frontera irlandesa va impossibilitar l'IRA, amb una majoria de membres empresonats, mantenir l'impuls de la seva campanya.
L'11 de novembre quatre membres de l'IRA van morir mentre preparaven una bomba a una granja d'Edentubber, al comtat de Louth, que va explotar prematurament, i que també va matar el propietari de la granja. Es creu que atacarien un lloc duaner buit i pilones elèctriques a Irlanda del Nord. Més tard els republicans els anomenarien els "Màrtirs Edentubber".

### 1958-1961
El 1958, en gran part l'impuls inicial de la campanya ja s'havia dissipat. Algunes activitats de l'IRA van generar hostilitat pública i el 1958 ja hi havia moltes veus dins de l'IRA a favor de cancel·lar la campanya. L'IRA de Cork, per exemple, s'havia retirat efectivament. [25] A mitjans de 1958, 500 republicans eren a la presó o internats, al nord i al sud. La disminució de l'activitat va fer que el govern del Fianna Fáil, al sud, se sentís prou segur per acabar amb l'internament el març de 1959. [31] Després del seu alliberament, alguns dels líders empresonats van reunir-se amb Sean Cronin en una ganja del comtat de Laois i van ser persuadits per continuar la campanya "per mantenir viva la flama". El 1960, el nombre d'incidents va caure a només 26. A més, moltes d'aquestes accions van consistir en actes menors de sabotatge, com per exemple els desperfectes en les carreteres.
Aquell estiu, dos homes de l'IRA van morir en diferents enfrontaments amb la RUC a la frontera al comtat de Fermanagh: Aloysius Hand al juliol i James Crossan a l'agost.
El període posterior a l'estiu de 1958 va experimentar una forta caiguda de la intensitat de la campanya de l'IRA. Prova de que la campanya va anar decaient és el fet que el 15 de març de 1959 el govern de la República d'Irlanda va tancar el centre de reclusió de Curragh, que allotjava internats al sud. El govern nord-irlandès va fer el mateix el 25 d'abril de 1961.
Dos morts van marcar el final de la campanya. El gener de 1961, el caporal de la RUC Norman Anderson va ser abatut per l'IRA prop de la frontera. El novembre un altre oficial de la RUC, William Hunter, va resultar mort en un enfrontament armat amb l'IRA al sud del comtat d'Armagh. Aquesta va ser la última mort del conflicte de les fronteres. La renovada victòria del Fianna Fáil a les eleccions generals de l'octubre de 1961, va mantenir la política del govern irlandès de posar fi a les campanyes de l'IRA. El nou ministre de Justícia irlandès, Charles Haughey, va iniciar una campanya pública contra l'IRA i va reactivar el Tribunal Penal Especial (SCC), que va dictar llargues penes de presó als homes de l'IRA condemnats.

## Final de la campanya
A finals de 1961, la campanya havia acabat. Havia costat la vida de vuit homes de l'IRA, quatre partidaris republicans i sis membres de la RUC. A més, 32 membres d'aquest cos policial van resultar ferits. Un total de 256 republicans van ser internats a Irlanda del Nord durant el període, per 150 a la República. Dels que es trobaven a Irlanda del Nord, 89 havien signat el compromís de renunciar a la violència a canvi de la seva llibertat. Tot i que s'havia esgotat a finals dels anys cinquanta, la campanya es va cancel·lar oficialment el 26 de febrer de 1962. En un comunicat de premsa publicat aquell dia, redactat per Ruairí Ó Brádaigh, que va consultar amb diverses altres persones, inclosos membres del Consell de l'exèrcit de l'IRA. El Consell va declarar:
| « | La direcció del Moviment de Resistència ha ordenat la finalització de la Campanya de Resistència a l'ocupació britànica iniciada el 12 de desembre de 1956. S'han fet arribar instruccions als voluntaris de les unitats de servei actiu i de les unitats locals de la zona ocupada. S'han deposat totes les armes i altres materials i s'han retirat tots els voluntaris del servei actiu... El més important dels factors que han motivat aquesta línia d'actuació ha estat l'opinió pública, la ment de la qual ha estat distreta deliberadament de la qüestió suprema del poble irlandès: la unitat i la llibertat d'Irlanda. El moviment de resistència irlandès renova la seva promesa d'eterna hostilitat a les Forces d'Ocupació Britàniques a Irlanda. Demana al poble irlandès un major suport i espera amb confiança, en cooperació amb les altres branques del Moviment Republicà, un període de consolidació, expansió i preparació per a la fase final i victoriosa de la lluita per la plena llibertat d'Irlanda. | » |